# Tratado de Heligolândia–Zanzibar

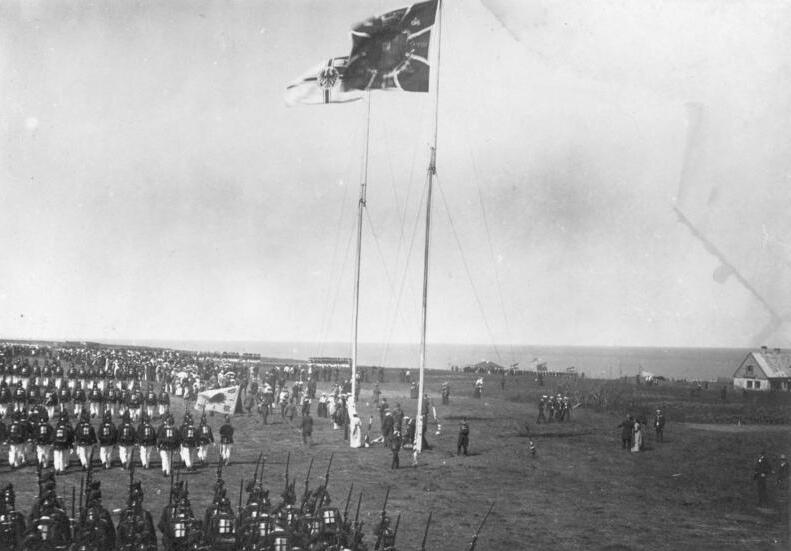
Cerimônia de transferência em Heligolândia, 10 de agosto de 1890

O Tratado da Heligolândia-Zanzibar ou de Helgoland–Zanzibar (em alemão:  Helgoland-Sansibar-Vertrag) de 1 de julho de 1890 (também conhecido como Acordo Anglo–Germânico de 1890) foi um acordo entre o Reino Unido e o Império Alemão quanto aos seus principais interesses na África.
A Alemanha ganhou as ilhas de Heligolândia (originalmente parte do Holsácia-Gottorp dinamarquês) no mar do Norte, a Faixa de Caprivi na Namíbia, e passe livre para controlar e adquirir a costa de Dar es Salã que formaria o núcleo da África Oriental Alemã (mais tarde Tanganica, atualmente componente a parte continental da Tanzânia).
Em troca, a Alemanha cedeu ao Reino Unido o protetorado sobre o pequeno Sultanato de Vitulândia (Deutsch-Witu, na costa queniana), partes da África Oriental (vital para o Reino Unido para construir uma ferrovia até lago Vitória), e jurou não interferir nas ações do Reino Unido quanto ao Sultanato de Zanzibar. O Reino Unido declarou um protetorado sobre o sultanado insular de Zanzibar (as ilhas de Zanzibar e Pemba) e, na subsequente Guerra Anglo–Zanzibari de 1896, obteve controle total do estado.
Em adição, o tratado estabeleceu a esfera de interesse alemã no Sudoeste Africano Alemão (agora Namíbia) e confirmou as fronteiras entre a Togolândia alemã e a Costa do Ouro britânica, e o Camarões Alemães e a Nigéria britânica.